# Pilumnus lacteus
Pilumnus lacteus är en kräftdjursart som beskrevs av William Stimpson 1871. Pilumnus lacteus ingår i släktet Pilumnus och familjen Pilumnidae. Inga underarter finns listade i Catalogue of Life.